# Янгільська сільська рада
Янгі́льська сільська рада (рос. Янгильский сельский совет) — муніципальне утворення у складі Абзеліловського району Башкортостану, Росія. Адміністративний центр — село Янгельське.

## Населення
Населення — 3059 осіб (2019, 3198 в 2010, 2974 в 2002).

## Склад
До складу поселення входять такі населені пункти:
| Населений пункт         | Населення, осіб (2002) | Населення, осіб (2010) |
| ----------------------- | ---------------------- | ---------------------- |
| Авняш, присілок         | 378                    | 399                    |
| Атавди, присілок        | 553                    | 614                    |
| Первомайський, присілок | 350                    | 362                    |
| Таштуй, присілок        | 458                    | 491                    |
| Янгельське, село        | 1235                   | 1332                   |